# Paul Doherty
Paul C. Doherty (Middlesbrough, 1946. szeptember 21. –) angol író, az Oxfordi Egyetemen végzett történész. 
Saját neve mellett számos álnéven is ír (Anna Apostolou, Michael Clynes, Ann Dukthas, C. L. Grace, Paul Harding, Vanessa Alexander), főként történelmi környezetben játszódó krimiket. Angliában él, a Trinity Catholic High School igazgatója.

## Magyarul megjelent művei

### Amerotke-sorozat
A Hatsepszut fáraónő uralkodása alatt játszódó krimik főszereplője egy Amerotke nevű bíró.
1. Ré álarca. Cselszövés és gyilkosság az ősi Egyiptomban; ford. Dinya Tamás; Gold Book, Debrecen, 2003
2. A Hórusz-gyilkosságok. Cselszövés és gyilkosság az ősi Egyiptomban; ford. Dranka Anita; Gold Book, Debrecen, 2003
3. Az Anubisz-rejtély. Cselszövés és gyilkosság az ősi Egyiptomban; ford. Dinya Tamás; Gold Book, Debrecen, 2004
4. Széth mészárosai. Cselszövés és gyilkosság az ősi Egyiptomban; ford. Dranka Anita; Gold Book, Debrecen, 2004
5. Ízisz orgyilkosai. Az ókori Egyiptomban játszódó történet nagyra törő tervekről, politikáról és gyilkosságokról; ford. Dranka Anita; Gold Book, Debrecen, 2005
6. Ptah méregkeverője. Az ókori Egyiptomban játszódó történet nagyra törő tervekről, politikáról és gyilkosságokról; ford. Dranka Anita; Gold Book, Debrecen, 2007
7. Szobek kémei. Egy sötét kultusz vérengzése az ókori Egyiptomban; ford. Békési József; Gold Book, Debrecen, 2010

### Mahu-trilógia
Az Ehnaton fáraó uralkodása alatt és után játszódó trilógia főhőse Mahu rendőrfőnök, aki valóban létezett.
1. Gonosz árny nyugat felől; ford. Dranka Anita; Gold Book, Debrecen, 2004
2. A hiénák éve; ford. Dranka Anita; Gold Book, Debrecen, 2005
3. A kobra éve; ford. Dranka Anita; Gold Book, Debrecen, 2006

### Claudia-sorozat
I. Constantinus császár idejében játszódik.
1. Gyilkosság a császári palotában. Politika és intrika az ókori Rómában; ford. Dranka Anita; Gold Book, Debrecen, 2007
2. A gladiátor dala. Politika és intrika az ókori Rómában; ford. Dranka Anita; Gold Book, Debrecen, 2008
3. A halál álarca; ford. Dranka Anita; Golden Book, Debrecen, 2010

### Más művek
1. Róma első asszonya; ford. Dranka Anita; Gold Book, Debrecen, 2006